# Telebasis livida
Telebasis livida är en trollsländeart som beskrevs av Kennedy 1936. Telebasis livida ingår i släktet Telebasis och familjen dammflicksländor. IUCN kategoriserar arten globalt som livskraftig. Inga underarter finns listade i Catalogue of Life.